# Římskokatolická farnost Velký Újezd u Jemnice
Římskokatolická farnost Velký Újezd u Jemnice je územní společenství římských katolíků s farním kostelem svatého Petra a Pavla v moravskobudějovickém děkanství.

## Historie farnosti
První písemná zmínka o Velkém Újezdě, konkrétně o faře pochází z roku 1377; bývala prebendou kroměřížské kapituly.

## Duchovní správci
Od 1. července 2010 je farářem R. D. Mgr. Martin Grones.

## Bohoslužby
| Kostel                | Místo                 | Bohoslužba (den) | Hodina                                                                  | Poznámka     |
| --------------------- | --------------------- | ---------------- | ----------------------------------------------------------------------- | ------------ |
| svatého Petra a Pavla | Velký Újezd u Jemnice | neděle středa    | 9.45 17.00 (prosinec–květen)/18.00 (září–listopad)/19.00 (červen–srpen) | farní kostel |

## Aktivity ve farnosti
Dnem vzájemných modliteb farností za bohoslovce a bohoslovců za farnosti brněnské diecéze je 26. září. Adorační den připadá na 25. ledna.
Farnost se účastní akce Tříkrálová sbírka. V roce 2014 se při ní ve farnosti vybralo 46 768 korun (v Dědicích 3 111 korun, v Dešově 11 274 korun, v Hornicích 4 950 korun, v Kojaticích 4 679 korun, v Rácovicích 3 990 korun, V Třebelovicích 14 927 korun a ve Velkém Újezdě 3 837 korun). V roce 2017 činil výtěžek sbírky jen ve Velkém Újezdu 3 897 korun.